# اقتصاددان

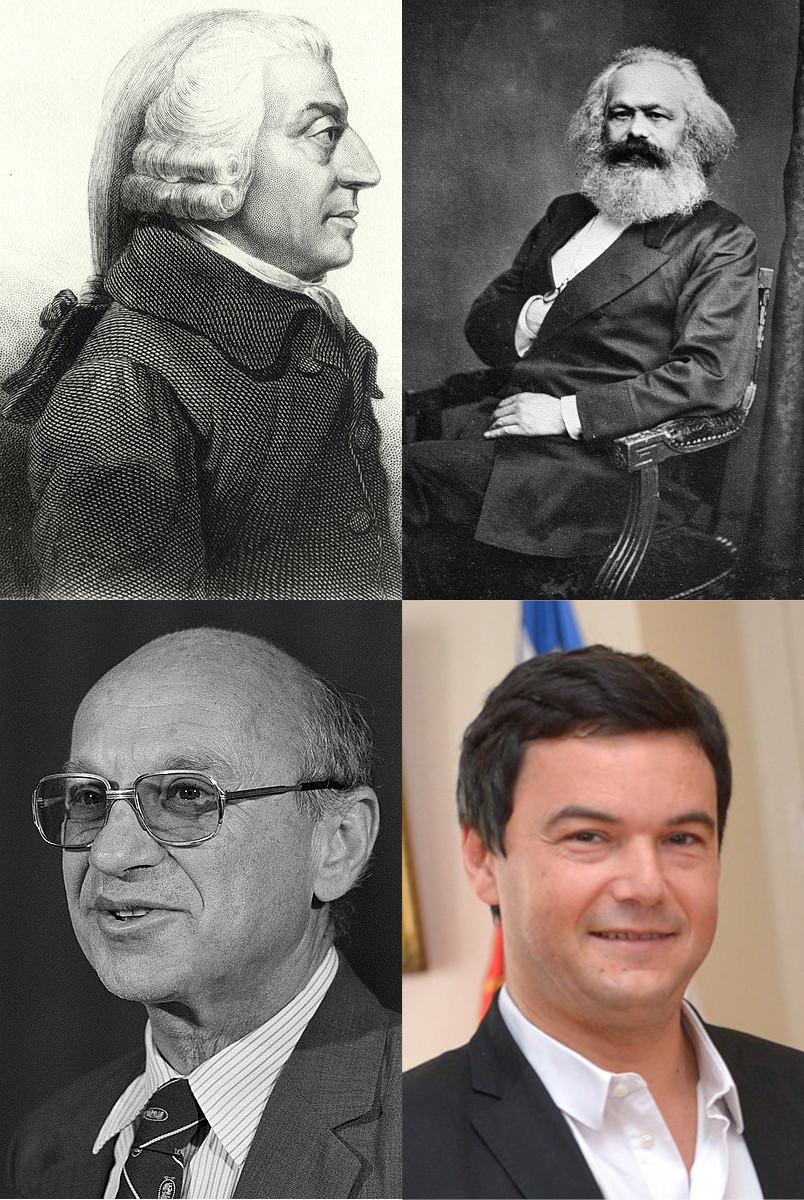
بالا از راست به چپ: مارکس، آدام اسمیت، توما پیکتی و میلتون فریدمن جزو بزرگترین اقتصاددان‌های جهان

اقتصاددان به شخصی گفته می‌شود که به خاطر برخورداری از سطوح بالای دانش اجتماعی و مهارت عملیاتی می‌تواند زمینه‌ساز تخصیص بهینه منابع باشد. اقتصاددانان، تعاریف، نظریه‌ها و متدلوژی اقتصاد را می‌دانند و توانایی تجزیه و تحلیل مسائل اقتصادی در حوزه خرد و کلان اقتصادی را در سطح بنگاه و صنعت دارند.
به عبارت دیگر اقتصاددان به کسی گفته می‌شود که با آگاهی و اشراف به مسایل اقتصادی یک جامعه توانایی تجزیه تحلیل و نظریه‌پردازی اقتصاد آن کشور را دارد.

## موقعیت‌ها

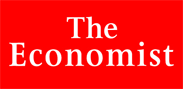
تصویر مجله اقتصادی اکونومیست

- آنها برای تحویل کالاها و محصولات تولیدی به مصرف‌کننده برنامه‌ریزی می‌کنند.
- آنها مهارت‌های جمع‌آوری اطلاعات را توسعه می‌دهند.
- آنها تورم، نرخ بهره، اشتغال و هزینه‌های انرژی را بررسی می‌کنند.